# Festival Internacional de Cine de Cannes de 2005
El 58° Festival Internacional de Cine de Cannes de 2005 se celebró del 11 al 22 de mayo de 2005. La Palma de Oro la recibió la película belga El Niño de los Hermanos Dardenne.
El festival se abrió con  Lemming, dirigida por Dominik Moll y se cerró con Alta sociedad, dirigida por Martha Fiennes. Cécile de France fue la maestra de ceremonias.

## Jurado

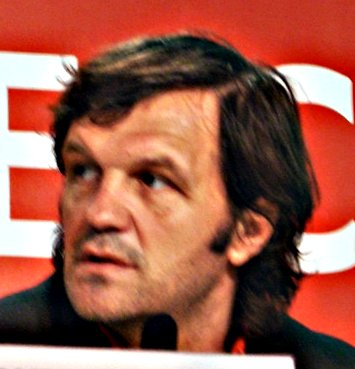
Emir Kusturica, presidente del jurado.

Las siguientes personas fueron nombradas para formar parte del jurado de la competición principal en la edición de 2005:
- Emir Kusturica, Presidente (Serbia y Montenegro)
- Fatih Akın (Alemania)
- Javier Bardem (España)
- Nandita Das (India)
- Salma Hayek (México)
- Toni Morrison (Estados Unidos)
- Benoît Jacquot (Francia)
- Agnès Varda (Francia)
- John Woo (China)

### Un Certain Regard
Las siguientes personas fueron nombradas para formar parte del jurado de Un Certain Regard:
- Alexander Payne (director, guionista) (EE. UU.) Presidente
- Betsy Blair (actriz) (EE. UU.)
- Eduardo Antin (crítico, autor) (Argentina)
- Geneviève Welcomme (periodista) (Francia)
- Gilles Marchand (director, guionista) (Francia)
- Katia Chapoutier (periodista) (Canadá)
- Sandra Den Hamer (director del Festival de Róterdam) (Países Bajos)

### Cinéfondation y cortometrajes
Las siguientes personas fueron nombradas para formar parte del jurado de Cinéfondation y la competición de cortometrajes:
- Edward Yang (director) (Taiwán) Presidente
- Chantal Akerman (director) (Bélgica)
- Colin MacCabe (crítico, autor) (Irlanda)
- Sylvie Testud (actriz) (Francia)
- Yousry Nasrallah (director) (Egipto)

### Camera d'Or
Las siguientes personas fueron nombradas para formar parte del jurado de la Cámara de Oro de 2005:
- Abbas Kiarostami (director) (Irán) Presidente
- Laura Meyer (cinéfilo) (Francia)
- Luc Pourrinet (técnico) (Francia)
- Malik Chibane (director) (Francia)
- Patrick Chamoiseau (escritor) (Francia)
- Roberto Turigliatto (Festival de Turin) (Italia)
- Romain Winding (cinematógrafo) (Francia)
- Scott Foundas (crítico) (EE. UU.)
- Yves Allion (crítico) (Francia)

## Selección oficial

### En competición – películas
Las siguientes películas compitieron por la Palma d'Or:
- Lemming, de Dominik Moll (film de obertura)
- Una historia de violencia, de David Cronenberg
- El Niño, de los hermanos Dardenne
- Where the Truth Lies, de Atom Egoyan
- Zona libre, de Amos Gitai
- Caché, de Michael Haneke
- Three Times, de Hou Hsiao-Hsien
- Flores rotas, de Jim Jarmusch
- Los tres entierros de Melquiades Estrada, de Tommy Lee Jones
- Bashing, de Kobayashi Masahiro
- Peindre ou faire l'amour, de Arnaud Larrieu y Jean-Marie Larrieu
- Sin City, de Frank Miller y Robert Rodríguez
- Batalla en el cielo, de Carlos Reygadas
- Kilomètre Zéro, de Hiner Saleem
- Election, de Johnnie To
- Quando sei nato non puoi più nasconderti, de Marco Tullio Giordana
- Last Days, de Gus Van Sant
- Manderlay, de Lars von Trier
- Shanghai Dreams, de Wang Xiaoshuai
- Llamando a las puertas del cielo, de Wim Wenders
- Keuk Jang Jeon, de Hong Sang-soo

### Un Certain Regard
Las siguientes películas fueron seleccionadas para competir en Un Certain Regard:
- Blood (Sangre) de Amat Escalante
- The Bow de Kim Ki-duk
- Cinema, Aspirins and Vultures de Marcelo Gomes
- Dark Horse de Dagur Kári
- The Death of Mr. Lazarescu de Cristi Puiu
- Delwende de S. Pierre Yameogo
- Down in the Valley de David Jacobson
- Le filmeur de Alain Cavalier
- The Forsaken Land de Vimukthi Jayasundara
- Habana Blues de Benito Zambrano
- I Am Guilty de Christoph Hochhäusler
- Jewboy de Tony Krawitz
- Johanna de Kornél Mundruczó
- The King de James Marsh
- Cidade Baixa de Sérgio Machado
- Marock de Laïla Marrakchi
- Northeast de Juan Diego Solanas
- My God, My God, Why Hast Thou Forsaken Me? de Shinji Aoyama
- One Night de Niki Karimi
- Sleeper de Benjamin Heisenberg
- Time to Leave de François Ozon
- Yellow Fella de Ivan Sen
- Zim and Co. de Pierre Jolivet

### Películas fuera de concurso
Las siguientes películas fueron seleccionadas para exhibirse fuera de competición:
- Avenge But One of My Two Eyes, de Avi Mograbi
- C'est past tout a fait la vie dont j'avais reve, de Michel Piccoli
- Alta sociedad, de Martha Fiennes
- Crossing the Bridge: The Sound of Istanbul, de Fatih Akın
- Darshan - l'Etreinte, de Jan Kounen
- Kirikú y las bestias salvajes, de Michel Ocelot and Bénédicte Galup
- Kiss Kiss, Bang Bang (IDEM), de Shane Black
- Les Artistes du Theatre Brule, de Rithy Panh
- Match Point, de Woody Allen
- Joyeux Noël, de Christian Carion
- Midnight Movies: From the Margin to the Mainstream, de Stuart Samuels
- Operetta Tanuki Goten (Princess Raccoon), de Seijun Suzuki
- Star Wars episodio III: La venganza de los Sith, de George Lucas
- El poder de las pesadillas, de Adam Curtis

## Cinéfondation
Las siguientes películas fueron seleccionadas para exhibirse en la competición Cinéfondation:
- Vdvoyom (A deux) de Nikolay Khomeriki (Francia)
- A Song for Rebecca de Norah McGettigan (Polonia)
- Badgered de Sharon Colman (Reino Unido)
- Bikur Holim de Maya Dreifuss (Israel)
- Buy It Now de Antonio Campos (Estados Unidos)
- El espino de Théo Court Bustamante (Cuba)
- En la oscuridad de Juan Manuel Rampoldi, Marcelo Charras (Argentina)
- Exit (2004 film) de Robert Depuis (Dinamarca)
- Five O' Clock Shadow de Malcolm Lamont (Estados Unidos)
- La cerca de Rubén Mendoza (Colombia)
- La plaine de Roland Edzard (Francia)
- Le violon de Heng Yang (China)
- Slavek The Shit de Grímur Hakonarson (Islandia, República Checa)
- Conscience (film) (Svedomí) de Jan Bohuslav (República Checa)
- Tiens toi tranquille de Sameh Zoabi (Francia)
- Vanilla Song de Jakob Rørvik (Reino Unido)
- Walk On a Little More de Min-young Shim (Corea del Sur)

## Cortometrajes
Los siguientes cortos compitieron para Palma de Oro al mejor cortometraje:
- Baby Shark (Bébé requin) de Pascal-Alex Vincent
- Before Dawn de Bálint Kenyeres
- Clara de Van Sowerwine
- Disparue de Kit Hui
- Kitchen de Alice Winocour
- L'homme qui s'est rencontre de Ben Crowe
- Nothing Special de Helena Brooks
- Sous la lueur de la lune de Peter Ghesquiere
- Wayfarers (Podorozhni) de Igor Strembitskyy

### Cannes Classics
Tributo
- 49th Parallel de Michael Powell (1941)
- A vida o muerte de Michael Powell, Emeric Pressburger (1946)
- Narciso negro de Michael Powell, Emeric Pressburger (1947)
- Sé a dónde voy de Michael Powell, Emeric Pressburger (1945)
- La perla de Emilio "Indio" Fernández (1947)
- Los Olvidados de Luis Buñuel (1950)
- Salón México de Emilio "Indio" Fernández (1949)
- The Edge of the World de Michael Powell (1937)

Documentales sobre cine
- Al'Lèèssi... une actrice Africaine de Rahmatou Keita
- Ingmar Bergman Complete: Bergman and the Cinema / Bergman and the Theatre / Bergman and Fårö Island de Marie Nyreröd (2004)
- James Dean: Forever Young de Michael J. Sheridan
- John Cassavetes de André S. Labarthe
- Kitano Takeshi Shinshutsu-Kibotsu de Jean-Pierre Limosin
- Moments choisis des histoire(s) du cinema de Jean-Luc Godard
- Shadowing the Third Man de Frederick Baker

Películas restauradas
- An Airman's Letter to His Mother de Michael Powell (1941 Short)
- Apuntes para una Orestíada africana (Appunti per un'Orestiade Africana) de Pier Paolo Pasolini (1975)
- Beyond the Rocks de Sam Wood (1922 / 2005)
- Bullitt de Peter Yates (1968)
- Había un padre de Yasujirō Ozu (1942)
- Al este del Edén de Elia Kazan (1955)
- La Fille de l'eau (Whirlpool of Fate) de Jean Renoir (1925)
- The Fire Within (Le feu follet) de Louis Malle (1963)
- Angels of Sin (Les anges du péché) de Robert Bresson (1943)
- Pather Panchali de Satyajit Ray (1955)
- Pelé Eterno de Aníbal Massaini Neto (2004)
- Rebelde sin causa de Nicholas Ray (1955)
- King Boxer (Tian xia di yi quan) de Chang-Wah Chung (1973)
- Two-Lane Blacktop de Monte Hellman (1971)

## Secciones paralelas

### Semana Internacional de la Crítica
Las siguientes películas fueron seleccionadas para ser proyectadas para la 44.ª Semana de la Crítica (44e Semaine de la Critique):
Películas en competición
- The Great Ecstasy of Robert Carmichael de Thomas Clay (Reino Unido)
- L’orizzonte degli eventi de Daniele Vicari (Italia)
- La petite Jérusalem de Karin Albou (Francia)
- Tú, yo y todos los demás de Miranda July (Estados Unidos)
- A stranger of mine (Unmei Janai Hito) de Uchida Kenji (Japón)
- Grain in Ear (Máng zhòng) de Zhang Lu (China, Corea del Sur)
- Orlando Vargas de Juan Pittaluga (Uruguay, Francia)

Cortometrajes en competition
- Le grand vent de Valérie Liénardy (Bélgica)
- Respire de Wi Ding Ho (Taiwán)
- Mirror Mechanics de Siegfried A. Fruhauf (Austria)
- Blue Tongue de Justin Kurzel (Australia)
- Imago... de Cédric Babouche (Francia)
- Get the Rabbit Back de Mitovski & Kalev (Bulgaria)
- Jona/Tomberry de Rosto (Países Bajos)

### Quincena de Realizadores
Las siguientes películas fueron exhibidas en la Quincena de Realizadores de 2005 (Quinzaine des Réalizateurs):
- Alice de Marco Martins (Portugal)
- Be with Me de Eric Khoo (Singapur)
- Cache-cache de Yves Caumon (Francia)
- Family Diary (Cronaca familiare) de Valerio Zurlini (1962)
- Crying Fist de Ryoo Seung-wan (Corea del Sur)
- Douches froides de Antony Cordier (Francia)
- Factotum de Bent Hamer (Noruega, Estados Unidos, Alemania, Francia)
- Géminis de Albertina Carri (Argentina, Francia)
- Guernesey de Nanouk Leopold (Países Bajos, Bélgica)
- La vie sur l'eau (Jazireh Ahani) de Mohammad Rasoulof (Irán)
- Keane de Lodge Kerrigan (Estados Unidos)
- The Buried Forest (Umoregi) de Kohei Oguri (Japón)
- La Moustache de Emmanuel Carrère (Francia)
- Odete de João Pedro Rodrigues (Portugal)
- Ride the High Country de Sam Peckinpah (1962)
- Room de Kyle Henry (Estados Unidos)
- Seven Invisible Men de Šarūnas Bartas (Portugal, Francia, Lituania)
- Sisters in Law de Kim Longinotto, Florence Ayisi (Reino Unido, Camerún)
- Tbilisi-Tbilisi de Levan Zakareihwilli (Georgia)
- The President's Last Bang de Im Sang-soo (Corea del Sur)
- Travaux, on sait quand ça commence... de Brigitte Roüan (Francia)
- Who’s Camus Anyway? de Mitsuo Yanagimachi (Japón)
- Wolf Creek de Greg McLean (Australia)

Cortometrajes
- À bras le corps de Katell Quillévéré (19 min.)
- À mains nues de Agnès Feuvre (26 min.)
- Consultation Room de Kei Oyama (9 min.)
- Cosmetic Emergency de Martha Colburn (9 min.)
- Da Janela Do Meu Quarto de Cao Guimarães (5 min.)
- Du soleil en hiver de Samuel Collardey (17 min.)
- Etoile violette de Axelle Ropert (45 min.)
- Instructions for a Light and Sound Machine de Peter Tscherkassky (17 min.)
- Kara, Anak Sebatang Pohon de Edwin (9 min.)
- Majorettes de Lola Doillon (16 min.)
- Nits de Harry Wootliff (11 min.)
- Résfilm de Sándor Kardos (19 min.)
- The Buried Forest de Kohei Oguri (1h33
- Trilogy About Clouds de Naoyuki Tsuji (14 min.)
- Vinil verde de Mendonça Filho (17 min.)

## Premios

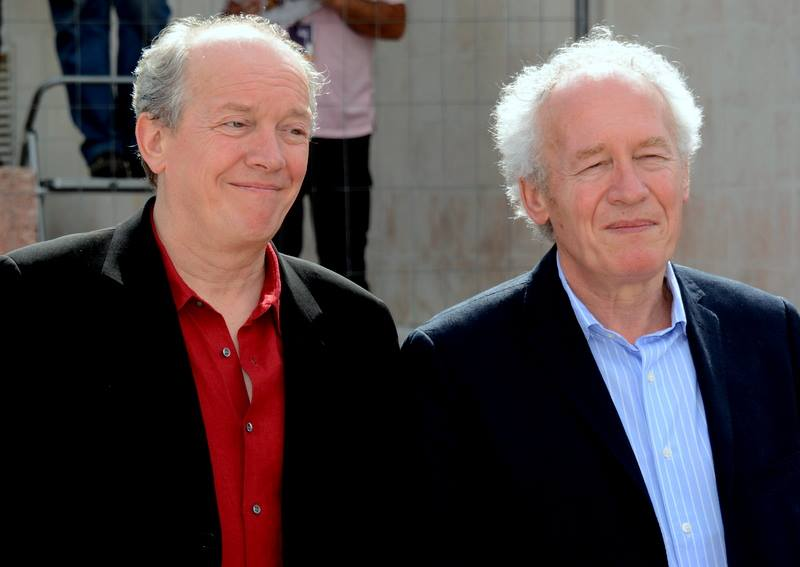
Los Hermanos Dardenne, ganadores de la Palma de Oro

Los galardonados en les secciones oficiales de 2005 fueron:
- Palma de Oro: El niño, de los hermanos Dardenne
- Gran Premio del Jurado: Flores rotas, de Jim Jarmusch
- Premio a la mejor dirección: Caché de Michael Haneke
- Premio a la interpretación masculina: Tommy Lee Jones en Los tres entierros de Melquiades Estrada
- Premio a la interpretación femenina: Hanna Laslo en Free Zone
- Premio al mejor guion:  Guillermo Arriaga por Los tres entierros de Melquiades Estrada
- Premio del Jurado:  Shanghai Dreams, de Wang Xiaoshuai

Un Certain Regard
- Premio Un Certain Regard:[16] La muerte del señor Lazarescu de Cristi Puiu
- Un Certain Regard Prix de l'intimité: Le filmeur de Alain Cavalier
- Un Certain Regard Prix de l'espoir: Delwende de S. Pierre Yameogo

Cinéfondation
- Primer premio: Buy It Now de Antonio Campos
- Segundo premio: Bikur Holim de Maya Dreifuss & Vdvoyom (A deux) de Nikolay Khomeriki
- Tercer premio: La plaine de Roland Edzard & Tiens toi tranquille de Sameh Zoabi

Caméra d'Or
- Caméra d'Or: The Forsaken Land de Vimukthi Jayasundara & Me and You and Everyone We Know de Miranda July

Cortometrajes
- Palma de Oro al mejor cortometraje: Wayfarers (Podorozhni) de Igor Strembitskyy
- Mención especial: Clara de Van Sowerwine

### Premios independientes
Premio FIPRESCI
- Hidden de Michael Haneke (En competición)
- Crying Fist de Ryoo Seung-wan (Directors' Fortnight)
- Sangre de Amat Escalante (Un Certain Regard)

Premio Vulcain al mejor artista técnico
- Premio Vulcain: 
  - Leslie Shatz por el diseño de sonido en Last Days
  - Robert Rodriguez por el proceso visual en Sin City

Jurado Ecuménico
- Premio del Jurado Ecuménico: Hidden (Caché) de Michael Haneke
- Jurado Ecuménico - Mención especial: Delwende de S. Pierre Yameogo

Premio de la Juventud
- Lower City (Cidade Baixa) de Sérgio Machado

Semana Internacional de la Crítica
- Premio de la semana de la crítica: Me and You and Everyone We Know de Miranda July
- Prix ACID: Grano en oreja (Mang zong) de Zhang Lu
- Premio Canal+: Jona/Tomberry de Rosto

Premios de la Quincena de Realizadores
- 3ème Label Europa Cinéma : La Moustache de Emmanuel Carrère
- Prix Art & Essai CICAE : Sisters In Law de Kim Longinotto, Florence Ayisi
- 3ème Prix Regards Jeunes : Alice de Marco Martins
- Prix SACD du court métrage : Du soleil en hiver de Samuel Collardey
- Prix Gras Savoye : À bras le corps de Katell Quillévéré

Association Prix François Chalais
- François Chalais Award: Once You're Born You Can No Longer Hide, de Marco Tullio Giordana[19]

## Media
- INA: Opening of the 2005 Festival (commentary in French)
- INA: List of winners of the 2005 Festival (commentary in French)